# Кахетия
Кахе́тия (груз. კახეთი [Кахе́ти]) — край (с 1995) и историческая область на востоке Грузии, в верховьях рек Иори и Алазани. Главный город — Телави. Кахетия — крупнейший регион Грузии. Название региону дали кахи — субэтническая группа грузин. Лингвисты выделяют кахетинский диалект грузинского языка. Основной винодельческий регион Грузии и всего Закавказья.
До VIII века область входила в Иберийское царство, затем была самостоятельным княжеством на территории Грузии. C XII по XV века входила в Грузинское царство. Со второй половины XV века — Кахетинское царство, с 1762 года в Картлийско-Кахетинском царстве, с 1801 года — в Российской империи.

## Природа и хозяйство
Природа Кахетии довольно разнообразна. Проходящий почти через всю область с северо-запада на юго-восток Гомборский хребет с высотами до 2000 метров является естественной границей между Внешней Кахетией (Гаре Кахети) и Внутренней (Шида Кахети). Внутренняя Кахетия включает в себя Алазанскую долину с примыкающими к ней северными склонами Гомборского хребта, южные склоны Большого Кавказа (достигающего здесь высот более 3000 метров) и высокогорную котловину Тушетия между Большим Кавказом и Боковым хребтом, отделяющим её от Дагестана. Внешняя Кахетия включает в себя южные склоны Гомборского хребта и Иорское плоскогорье с долиной реки Иори.

### Климат
Климат большей части Кахетии субтропический. Алазанская долина имеет климат схожий с климатом южного подножия Итальянских Альп. Средняя температура января здесь около 1 °С, в июле — 23—24 °С. Количество осадков уменьшается с северо-запада на юго-восток, в районе Ахмета их годовое количество более 900 мм, в районе Греми — 700 мм, восточнее Гурджаани — менее 600 мм. Алазанская долина и северные склоны Гомборского хребта очень благоприятны для выращивания винограда — именно здесь расположен главный винный центр Грузии. На Иорском плоскогорье сухой степной климат, с умеренно холодной зимой и жарким летом. Средние температуры июля около 25 °С, января — около 0 °С. В Ширакской степи и других котловинах Иорского плоскогорья зима бывает ещё более суровой — средняя температура января около −3 °С, а количество осадков менее 500 мм в год. На крайнем юго-западе Кахетии, в районе монастыря Давид-Гареджа, климат полупустынный с годовым количеством осадков менее 400 мм в год. Иорское плоскогорье — житница Грузии, здесь основной сельскохозяйственной культурой является пшеница. Обширная часть плоскогорья используется под зимнее пастбище.

### Виноделие
Кахетия в целом и Алазанская долина в частности — с незапамятных времён основной винодельческий регион Грузии. По данным «Оксфордского винного справочника» здесь находится 70 % всех грузинских виноградников и производится 80 % вин. Почвы перегнойно-карбонатные и аллювиальные. Виноградники размещены на высоте от 250 до 800 метров над уровнем моря. Среднегодовая сумма активных температур составляет 3800-4000 °С. 
Среди многочисленных автохтонных (коренных) сортов винограда преобладают чёрный виноград саперави и белый виноград ркацители. На Кахети приходится 20 из 27 защищённых наименований места происхождения вина в Грузии. Вырабатываются как сухие вина (вроде Цинандали и Мукузани), так и природно-полусладкие вина (вроде Киндзмараули и Ахашени).
Помимо стандартных международных технологий, в Кахетии до сих пор применяется древняя техника ферментации вина в громадных глиняных кувшинах — квеври. Для ферментации в кувшин помещают виноградный сок, кожицу, косточки и плодоножки (гребни). По завершении брожения кувшин запечатывают и оставляют (иногда закопав в землю) мацерироваться до весны (приблизительно на полгода).

## История
В состав Кахетии входят исторические области Кухети, Тушети и Гардабани. В качестве объяснения летописный свод  «Картлис Цховреба» приводит легенду, что у этнарха всех грузин Картлоса было пять детей, среди которых Кахет, Кухет и Гардабан. Считается, что среди восьми эриставств, основанных царём Фарнавазом (III век до н. э.), было и Кахетинское эриставство. Столицей объединённого эриставства стал город-крепость Уджарма, основанный царём Аспагуром. 
В раннем средневековье центр Кахетии переместился из Тианети в глубину Иорской долины — в город Греми, а позже в город Телави. С конца VIII века до 1104 года Кахетия обладала значительной степенью политической независимости. С присоединением кахетинским владетельным князем (мтавари) области Эрети образовалось Первое Кахетинское царство.
После распада единого Грузинского государства в 1460-х годах и до объединения Картли и Кахетии существовало самостоятельное Кахетинское царство со столицей в Греми. В течение первого столетия своего существования внешнеполитическая ситуация благоприятствовала развитию экономики и культуры, население росло. Однако к XVII веку Кахетия оказалась полем борьбы между враждующими исламскими империями — Персидской и Османской. Во время вторжений шаха Аббаса (1614, 1616, 1617) больше 100 тысяч кахетинцев погибли и порядка 200 000 были угнаны в Иран. На востоке региона возникли Кахский и Енисельский султанаты, а их жители подверглись исламизации.
На протяжении XIX века кахетинцы поднимали восстания против российских властей. Последнее по времени восстание произошло в 1921 году после вторжения Красной армии. Столетия драматичной истории оставили в Кахетии немало исторических памятников, которые привлекают в регион туристов.

## Административное деление
Главой исполнительной власти в регионе Кахети выступает Государственный Представитель Президента Грузии. Его функциями являются: координация укрепления правопорядка в регионе, мобилизация ресурсов, создание и координация социальных программ на всей территории региона, защита прав человека и др. Самоуправление на территории края совершается в 8 муниципалитетах.
В административном отношении край состоит из 8-ми муниципалитетов (до 2006 года — районов). В 2016—2017 годах город Телави был приравнен к муниципалитету (был городом краевого подчинения).
| Муниципалитет      | площадь, км² | население перепись 2002, чел. | население перепись 2014, чел. | население оценка 2018, чел. | центр             |
| ------------------ | ------------ | ----------------------------- | ----------------------------- | --------------------------- | ----------------- |
| Ахметский          | 2207         | 41 641                        | 31 461                        | 30 193                      | г. Ахмета         |
| Гурджаанский       | 846          | 72 618                        | 54 337                        | 53 104                      | г. Гурджаани      |
| Дедоплисцкаройский | 2529         | 30 811                        | 21 221                        | 21 069                      | г. Дедоплис-Цкаро |
| Кварельский        | 1001         | 37 658                        | 29 827                        | 30 275                      | г. Кварели        |
| Лагодехский        | 890          | 51 066                        | 41 678                        | 41 402                      | г. Лагодехи       |
| Сагареджойский     | 1491         | 59 212                        | 51 761                        | 52 251                      | г. Сагареджо      |
| Сигнахский         | 1252         | 43 587                        | 29 948                        | 29 724                      | г. Сигнахи        |
| Телавский          | 1095         | 70 589                        | 58 350                        | 56 663                      | г. Телави         |
| край, всего        | 11 310       | 407 182                       | 318 583                       | 314 681                     | Телави            |

Города:
- Телави (20 629 чел., перепись 2014 года),
- Сагареджо (10 871 чел.),
- Гурджаани (8024 чел.),
- Кварели (7739 чел.),
- Ахмета (7105 чел.),
- Дедоплис-Цкаро (5940 чел.),
- Лагодехи (5918 чел.),
- Цнори (4815 чел.),
- Сигнахи (1485 чел.).

Посёлков городского типа в Кахетии нет.

## Население
По состоянию на 1 января 2023 года численность населения края составила 374 681 житель, на 1 января 2014 года — 405 000 жителей.
Население края по переписи населения 2014 года составило 321 583 человека, по переписи 2002 года — 407 182 человек.
По переписи населения 2014 года из 321 583 жителей Кахетии грузины составили 83,16 % (или 266 298 чел.), азербайджанцы — 10,16 % (32 354 чел.), кистины (грузинские чеченцы) — 3,75 % (12 581 чел.), осетины — 0,79 % (3877 чел.), армяне — 0,69 % (2191 чел.), русские — 0,60 % (1921 чел.), аварцы — 0,32 % (1029 чел.), езиды — 0,16 % (504 чел.), украинцы — 0,06 % (202 чел.), удины — 0,05 % (166 чел.), греки — 0,05 % (158 чел.).
Почти 50 % населения Кахети состоит от горцев: тушины, пшавы, мохевцы, хевсуры, мтиулы, гудамакарцы. Это абсолютное большинство населения Ахметского, Телавского и Дедоплисцкаройского муниципалитетов и половина населения Гурджаанского, Сигнахского и Кварельского муниципалитетов.
Азербайджанцы составляют большое по своей доле меньшинство в Сагареджойском муниципалитете (33,16 % или 17 164 чел. при 66,09 % грузин по переписи 2014 года), Лагодехском муниципалитете (23,04 % или 9601 чел. при 71,49 % грузин, 2,38 % осетин, 1,76 % русских, 0,84 % армян), Телавском муниципалитете (8,63 % или 5035 чел. при 89,72 % грузин по переписи 2014 года).
В Ахметском муниципалитете живут единственные в мире вайнахи христиане бацбийцы около 3,2 тыс.человек так же второе крупное меньшинство[прояснить] проживает много кистинов (чеченцев), переселившихся в Панкисское ущелье Грузии в 1810 и 1850 годах (17,39 % или 5471 чел. при 78,99 % грузин, 2,21 % осетин по переписи 2014 года). В Кварельском муниципалитете проживает небольшая группа аварцев (973 по переписи 2014 года).
Национальный состав населения муниципалитетов Кахетии (перепись населения 2014)
| Муниципалитет      | всего   | грузи- ны | %       | азер- байд- жанцы | %       | кис- ти- ны | %       | осети- ны | %      | армя- не | %      | рус- ские | %      | Ава- рцы | %      | ези- ды | %      | ук- раин- цы | %      | Уди- ны | %      | др. | %      |
| ------------------ | ------- | --------- | ------- | ----------------- | ------- | ----------- | ------- | --------- | ------ | -------- | ------ | --------- | ------ | -------- | ------ | ------- | ------ | ------------ | ------ | ------- | ------ | --- | ------ |
| Кахети, всего      | 318 583 | 271 298   | 85,16 % | 32 354            | 10,16 % | 5581        | 1,75 %  | 2526      | 0,79 % | 2191     | 0,69 % | 1921      | 0,60 % | 1029     | 0,32 % | 504     | 0,16 % | 202          | 0,06 % | 166     | 0,05 % | 811 | 0,25 % |
| Ахметский          | 31 461  | 24 852    | 78,99 % | 91                | 0,29 %  | 5471        | 17,39 % | 696       | 2,21 % | 54       | 0,17 % | 63        | 0,20 % | 1        | 0,00 % | 2       | 0,01 % | 8            | 0,03 % | 1       | 0,00 % | 222 | 0,71 % |
| Гурджаанский       | 54 337  | 53 494    | 98,45 % | 48                | 0,09 %  | 3           | 0,01 %  | 267       | 0,49 % | 273      | 0,50 % | 140       | 0,26 % | 1        | 0,00 % | 18      | 0,03 % | 38           | 0,07 % | 0       | 0,00 % | 55  | 0,10 % |
| Дедоплисцкаройский | 21 221  | 19 422    | 91,52 % | 288               | 1,36 %  | 7           | 0,03 %  | 37        | 0,17 % | 915      | 4,31 % | 379       | 1,79 % | 0        | 0,00 % | 3       | 0,01 % | 21           | 0,10 % | 0       | 0,00 % | 149 | 0,70 % |
| Кварельский        | 29 827  | 27 990    | 93,84 % | 27                | 0,09 %  | 4           | 0,01 %  | 361       | 1,21 % | 141      | 0,47 % | 72        | 0,24 % | 973      | 3,26 % | 23      | 0,08 % | 11           | 0,04 % | 164     | 0,55 % | 61  | 0,20 % |
| Лагодехский        | 41 678  | 29 796    | 71,49 % | 9601              | 23,04 % | 3           | 0,01 %  | 994       | 2,38 % | 350      | 0,84 % | 733       | 1,76 % | 54       | 0,13 % | 18      | 0,04 % | 38           | 0,09 % | 0       | 0,00 % | 91  | 0,22 % |
| Сагареджойский     | 51 761  | 34 211    | 66,09 % | 17 164            | 33,16 % | 0           | 0,00 %  | 19        | 0,04 % | 92       | 0,18 % | 169       | 0,33 % | 0        | 0,00 % | 29      | 0,06 % | 20           | 0,04 % | 0       | 0,00 % | 57  | 0,11 % |
| Сигнахский         | 29 948  | 29 180    | 97,44 % | 100               | 0,33 %  | 14          | 0,05 %  | 31        | 0,10 % | 218      | 0,73 % | 209       | 0,70 % | 0        | 0,00 % | 101     | 0,34 % | 26           | 0,09 % | 0       | 0,00 % | 69  | 0,23 % |
| Телавский          | 58 350  | 52 353    | 89,72 % | 5035              | 8,63 %  | 79          | 0,14 %  | 121       | 0,21 % | 148      | 0,25 % | 156       | 0,27 % | 0        | 0,00 % | 310     | 0,53 % | 40           | 0,07 % | 1       | 0,00 % | 107 | 0,18 % |

## Религия
Подавляющее большинство жителей Кахетии — приверженцы Грузинской православной церкви. Приходы разделены на Алавердскую, Бодбийскую, Гурджаанско-Велисцихскую епархии. Менее 10% исповедует ислам. Также есть прихожане Армянской апостольской церкви.
Религиозный состав населения Кахети (2014)
В ходе переписи населения 2014 года 273 177 жителей Кахети назвали себя православными христианами (это грузины, осетины, греки, русские, украинцы, бацбийцы, белорусы), 182 — последователями Армянской апостольской церкви (армяне), 264 человек — католиками (это армяне-католики и поляки). Мусульманская община Кахети, по данным переписи, насчитывает 38 683 человек, большинство из них — это азербайджанцы, таты, чеченцы-кистины, дагестанские народы. 35 жителя региона — последователи иудаизма — евреи. К другим конфессиям себя отнесли 1644 человека, ни к одной — 931, нет ответа — 3667.

## Культура

### Культурные объекты

#### Театры
- Телавский государственный драматический театр им. Важа-Пшавела,
- Гурджаанский государственный кукольный театр,
- Народный театр деревни Велисцихе Груджаанского муниципалитета,
- Театр при Культурном центре муниципалитета Сагареджо,
- Кукольный театр при Культурном центре муниципалитета Сагареджо.

#### Музеи
- Дом-музей Вано Сараджишвили в Сигнахи
- Дом-музей Сандро Мирианашвили в Сигнахи
- Телавский музей им. Г. Чубинишвили
- Цинандальский музей им. А. Чавчавадзе
- Царская резиденция Ираклия II
- Гурджаанский Краеведческий музей
- Дом-музей Нато Вачнадзе
- Музей военной славы в Гурджаани
- Дом-музей Иосифа Ниношвили
- Дом-музей Иване Бериташвили
- Дом-музей Рафаэла Эристави в Ахметском муниципалитете, дер. Кистаури
- Краеведческий музей в Ахметском муниципалитете, дер. Нижнее Алвани
- Дом-музей осетинского писателя Коста Хетагурова в Ахметском муниципалитете.
- Мемориальный музей Георгия Леонидзе в Сагареджойском муниципалитете, деревня Патардзеули
- Краеведческий музей в Омало, Тушетия
- Краеведческий музей в Сагареджо
- Краеведческий музей им. Ильи Чавчавадзе
- Дом-музей Коте Марджанишвили в Кварели
- Дом-музей Нико Пиросмани в дер. Мирзаани

## Достопримечательности
В Кахетии много природных и культурных достопримечательностей, среди которых:
- крепость Греми
- собор Алаверди
- монастырь Икалто
- Некресский монастырь
- церковь Кветера
- монастырь Старая Шуамта
- монастырь Новая Шуамта
- город Сигнахи
- монастырь Бодбе
- дом-музей Пиросмани в селе Мирзаани,
- дом-музей Ильи Чавчавадзе в Кварели,
- крепость Хорнабуджи
- национальный парк Лагодехи с водопадами
- национальный парк Тушети
- монастырь Давид-Гареджа

## Общая карта
Легенда карты:
|  | Административный центр, 20 100 чел. |
|  | от 10 000 до 15 000 чел.            |
|  | от 5000 до 10 000 чел.              |
|  | от 2000 до 5000 чел.                |
|  | от 1000 до 2000 чел.                |